# Sven-Olof Johansson
Sven-Olof Johansson, född 1945 i Ödeshög, är en svensk affärsman i fastighetsbranschen.
Sven-Olof Johansson grundade 1988 fastighetsbolaget Compactor Fastigheter AB. Vid finanskrisen i början av 1990-talet medförde räntehöjningar att det högt belånade Compactor var nära konkurs samtidigt som Johansson hade personliga borgensåtaganden. Situationen förbättrades dock gradvis och 1996 blev Johansson majoritetsägare och verkställande direktör i Fastighetspartner, som senare bytte namn till Fastpartner AB. Detta bolag äger främst kontor men även bland annat ett stort antal förortscentra.
Han bor växelvis i Sverige och i Rambouillet utanför Paris i Frankrike, där han har en hästgård.
Utbildning: Pol mag Stockholms Universitet kompletterat med kurser från Handelshögskolan.